# Семичев, Евгений Николаевич
Евгений Николаевич Семичев (род. 5 ноября 1952, Новокуйбышевск, Куйбышевская область) — советский и российский поэт, переводчик. Член Союза писателей России, секретарь правления данной организации. Лауреат премии Лермонтова (2004), лауреат Большой литературной премии России (2006), лауреат Международной премии имени Р. Гамзатова (2007), лауреат Национальной литературной премии «Золотое перо Руси» (2009). 

## Биография
Родился 5 ноября 1952 году в городе Новокуйбышевске, Куйбышевской области, в рабочей семье. Завершив обучение в школе, Семичев поступил и успешно окончил d 1971 году Куйбышевский государственный институт культуры. Работал преподавателем в Самаре, позже был назначен на должность директора новокуйбышевского Дворца культуры.
В 1969 году впервые в новокуйбышевской газете «Знамя коммунизма» были опубликованы стихи Евгения Семичева. Его первую книгу читатель увидел в 1991 году - это была книга стихов «Заповедный кордон». Поэтические произведения Семичева постоянно публикуются в федеральных и региональных периодических изданиях.
В 1995 поэт вступил в Союз писателей России. Был слушателем Высших литературных курсов при Литературном институте имени А.М.Горького. Является автором девяти изданий поэзии и двух книг переводов. Дважды становился лауреатом премии журнала «Наш современник» (дважды), лауреат всероссийских премий – «Новая книга России-2002». В 2004 году за книгу стихов «Твои соколики, Россия» стал лауреатом Лермонтовской премии, в 2006 году за книгу стихов «Небесная крепь» стал лауреатом "Большой литературной премии России". В 2007 году ему присуждена международная премия им. Р. Гамзатова, а в 2009 году он стал лауреатом Национальной литературной премии «Золотое перо Руси». 
Евгений Николаевич по версии Пушкинского Дома Российской академии наук включён в список классиков XX века.
Проживает в Новокуйбышевске Самарской области. 

## Премии
- 2002 - лауреат премии "Новая книга России — 2002";
- 2004 - Лауреат премии имени М.Ю. Лермонтова;
- 2006 - лауреат "Большой литературной премии России";
- 2007 - лауреат "Международной премии им. Р. Гамзатова";
- 2009 - лауреат "Национальной литературной премии «Золотое перо Руси»;
- дважды лауреат премии журнала «Наш современник»